# Encyocrypta bouleti
Encyocrypta bouleti is een spinnensoort uit de familie Barychelidae. De soort komt voor in Nieuw-Caledonië.